# Joseph Ladapo

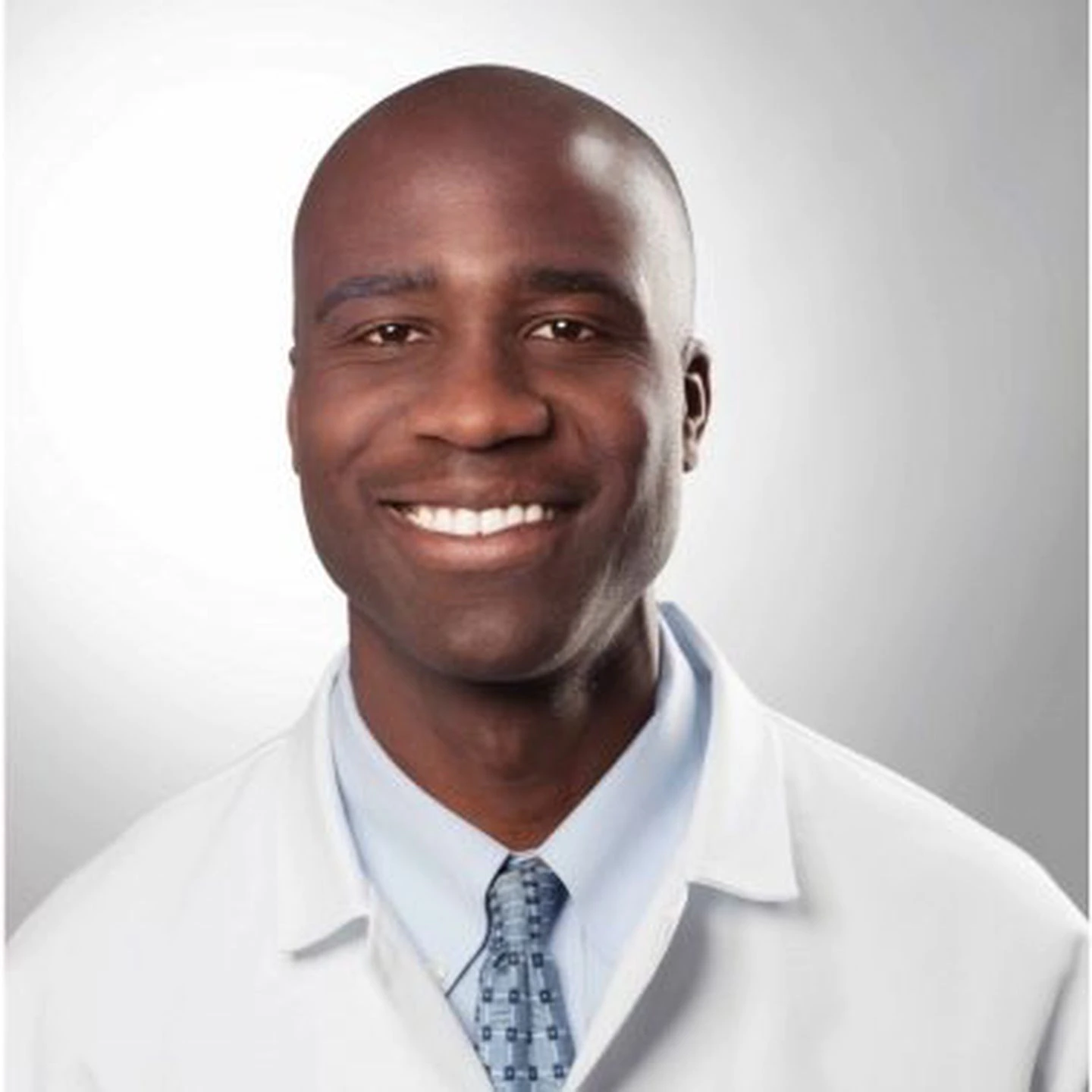
Joseph Ladapo w 2022 roku

Joseph Ladapo (ur. 16 grudnia 1978) – amerykański lekarz pochodzenia nigeryjskiego, specjalizujący się w badaniach klinicznych i chorobach układu krążenia. Generalny chirurg stanu Floryda i sekretarz Departamentu Zdrowia Florydy, ustanowiony przez gubernatora Rona DeSantisa.
Urodził się w Nigerii i w wieku 5 lat wraz z rodziną emigrował do Stanów Zjednoczonych, ponieważ jego ojciec, mikrobiolog, przyjechał do kraju, aby kontynuować naukę. Podczas pobytu na Wake Forest University był dziesięcioboistą w uniwersyteckiej drużynie lekkoatletycznej, pełniąc funkcję kapitana drużyny. Uzyskał tytuły doktora medycyny i doktora polityki zdrowotnej na Uniwersytecie Harvarda.
W 2021 roku otrzymał stanowisko profesora na University of Florida (UF) College of Medicine. Przed dołączeniem do UF pracował jako associate professor w David Geffen School of Medicine na Uniwersytecie Kalifornijskim w Los Angeles (UCLA), opiekując się hospitalizowanymi pacjentami. Pracował też jako profesor na Wydziale Medycyny Uniwersytetu Nowojorskiego.
Ukończył szkolenie kliniczne z chorób wewnętrznych na Beth Israel Deaconess Medical Center. Był stałym felietonistą Harvard Focus i został odznaczony nagrodą Daniela Forda.
Podczas pandemii COVID-19 Ladapo promował alternatywne metody leczenia, sprzeciwiał się nakazom szczepień i masek oraz kwestionował bezpieczeństwo szczepionek przeciwko COVID-19. W marcu 2022 roku zalecił, aby zdrowych dzieci na Florydzie nie szczepić przeciwko COVID-19; w ten sposób Floryda stała się pierwszym stanem, który sprzeciwił się wytycznym CDC, zaprzeczając profesjonalnym organizacjom medycznym.
Jest żonaty i ma trójkę dzieci.